# فوهرن-لیندن
فوهرن-لیندن (به آلمانی: Fohren-Linden) یک شهر در آلمان است که در بیرکنفلد واقع شده‌است. فوهرن-لیندن ۳۶۸ نفر جمعیت دارد.